# Ubierring
Ubierring ist der Straßenname des südlichsten Abschnittes der Kölner Ringe, der mit einer Länge von 822 Metern zwischen dem Rheinufer (Agrippinaufer) und Chlodwigplatz in der Kölner Neustadt-Süd verläuft. 

## Entstehungsgeschichte

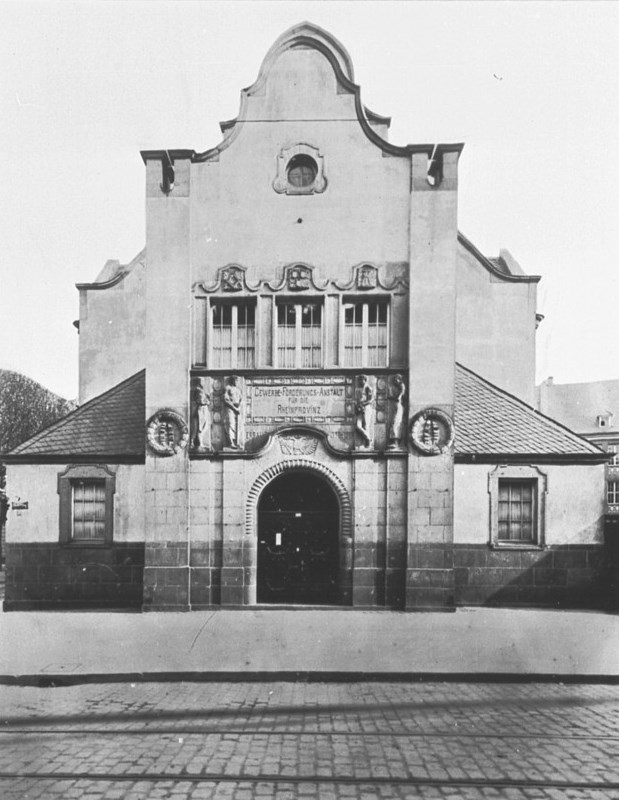
Ubierring 40: Gewerbeförderungsanstalt (1907)

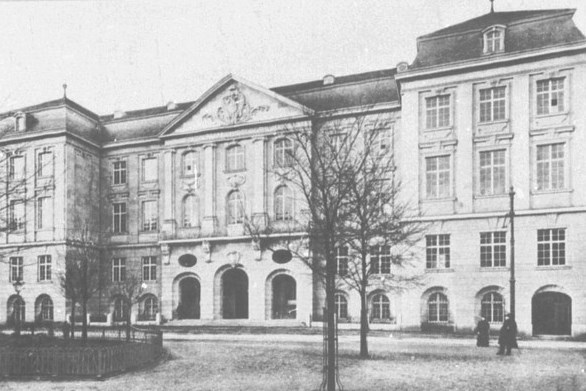
Ubierring 45: Rautenstrauch-Joest-Museum (um 1910)

Auch am Ubierring verlief ursprünglich die Stadtmauer, was durch die Severinstorburg noch sichtbar ist. Nach Beginn der Sprengung der alten Stadtmauern am 11. Juni 1881 in Höhe des Gereonstores begann die Stadt Köln auch mit dem systematischen Abriss der übrigen Abschnitte. Die vom Mauerwall hinterlassene Freifläche bot Platz für eine breit angelegte, boulevardähnliche Straße. Der am 10. Mai 1883 benannte Ubierring erinnert an das Volk der Ubier, die in Köln ein Oppidum gründeten, die Vorgängersiedlung der dann römischen Colonia Claudia Ara Agrippinensium. Die Kanalisation auf den Ringen wurde am 11. November 1885 vollendet.
Von der Mainzer Straße an spaltet sich der Ubierring durch einen als Park ausgelegten Mittelstreifen und gibt Platz für eine kleine Grünanlage bis zum Rheinufer. Die 1,2 Hektar große Parkanlage wurde zwischen 1899 und 1901 durch Gartenbaudirektor Adolf Kowallek angelegt, der auch die übrigen Parks an den Ringen schuf. An Ubierring, Sachsenring, Kaiser-Wilhelm-Ring und Deutschem Ring (heute Theodor-Heuss-Ring) erweiterten sich die Mittelstreifen von sonst 15 Metern auf bis zu rund 100 Meter Breite und boten Raum für Parkanlagen. 
Die Bebauung begann auf dem Ubierring erst relativ spät. Die ersten Wohnhäuser entstanden ab 1890, so etwa in Ubierring Nr. 5. Eine bekannte Jugendstilfassade aus dem Jahre 1905 steht in Nr. 35. An Nr. 40 befand sich die von Hans Verbeek konzipierte und am 5. Oktober 1903 eröffnete „Gewerbeförderungsanstalt für die Rheinprovinz“. Diese wurde 1920 niedergelegt und auf dem Grundstück von Martin Elsaesser bis April 1924 die stadtkölnische Kunsthochschule Kölner Werkschulen erbaut. Heute hat hier die Nachfolgehochschule die Köln International School of Design ihren Sitz. Nr. 45 beherbergte das von Edwin Crones konzipierte barocke Rautenstrauch-Joest-Museum (eröffnet am 12. November 1906), dessen Gebäude ebenfalls nach einem Bombenvolltreffer am 28. Februar 1945 zerstört wurde. Das Museum wurde am 7. Juli 1967 wiedereröffnet und befindet sich seit dem 23. Oktober 2010 im Kulturzentrum am Neumarkt. Seit Dezember 2010 wird das Gebäude von der Rheinischen Musikschule mit den Kammerspielen genutzt. Auf dem 7.700 m² großen Freigelände in Nr. 46–48 befand sich die von Friedrich Romberg geleitete Maschinenbauschule mit einer Werkstein-Fassade auf einer Frontlänge von 84 Metern. Sie eröffnete am 1. Oktober 1904 und zeigte ihre geräumige Vorhalle, in deren Mittelachse sich eine 20 × 12 Meter große Aula befand. Der großflächige Peter-und-Paul-Angriff vom 28./29. Juni 1943 zerstörte die Ringe und ihre Häuser weitgehend, man fand Trichter von Sprengbomben; es kamen 4377 Menschen um.

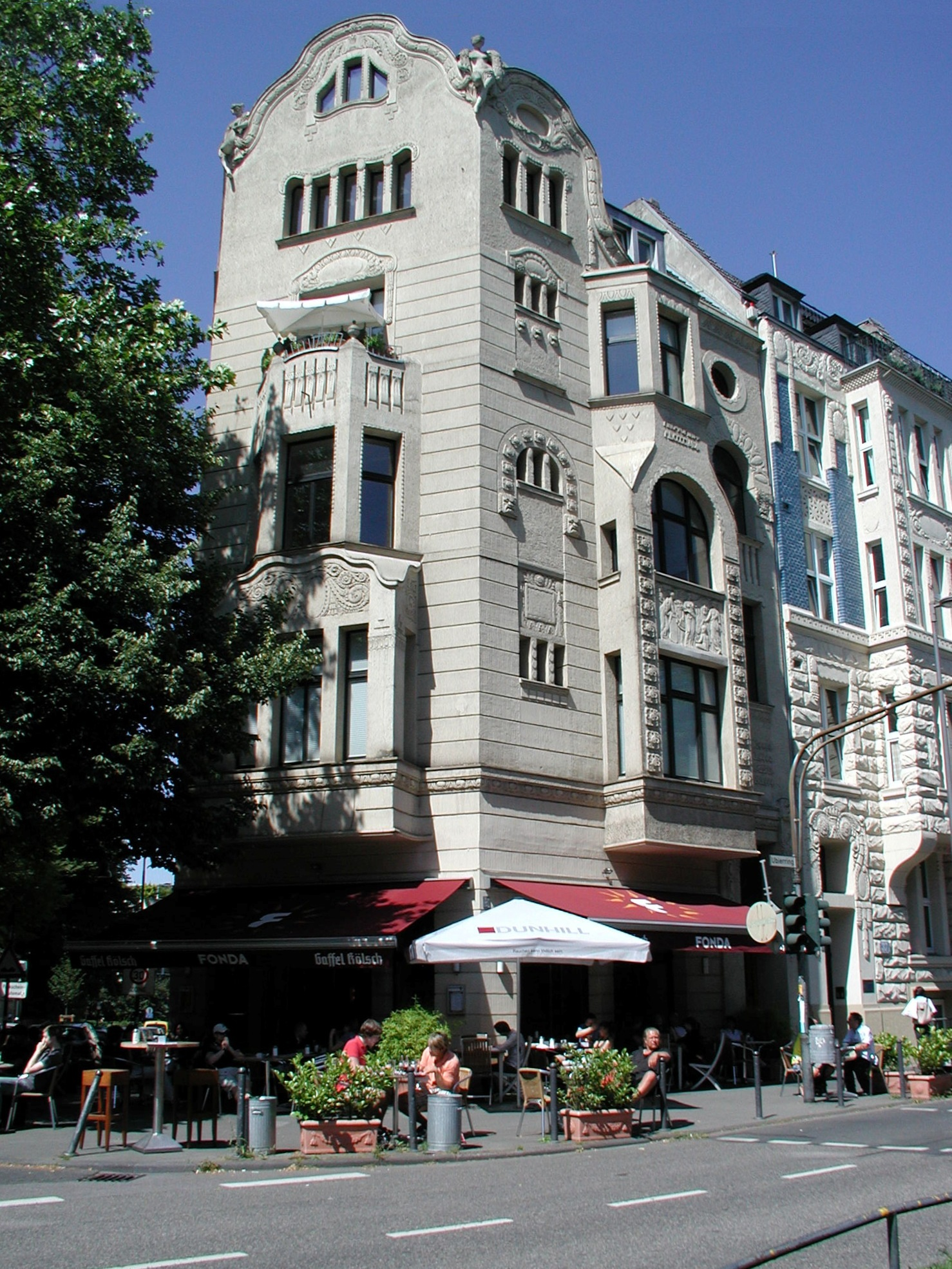
Ubierring 35: Wohn- und Geschäftshaus, erbaut 1905 (Juni 2008)
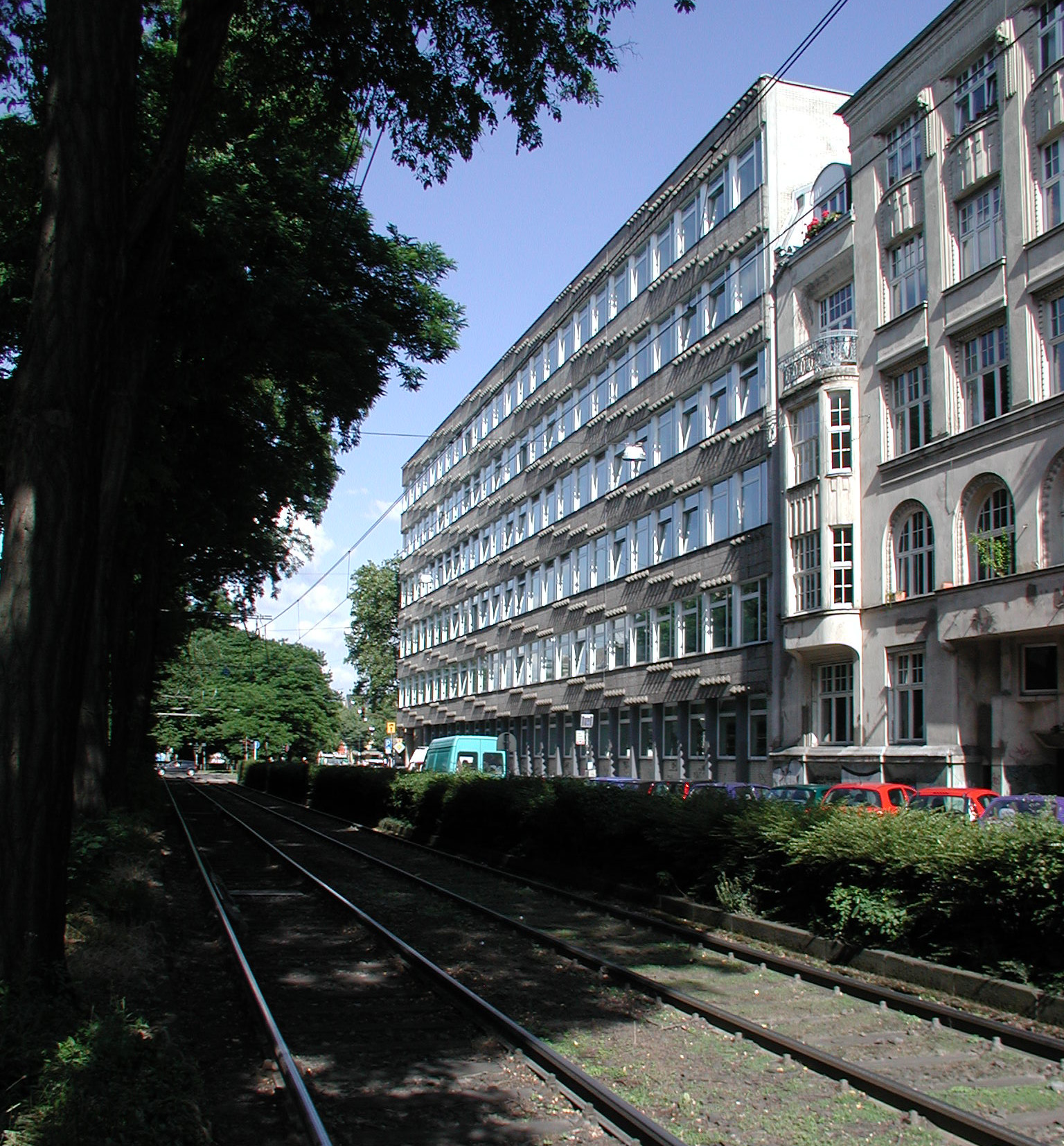
Ubierring 40: Fachhochschule Köln (Juni 2008)
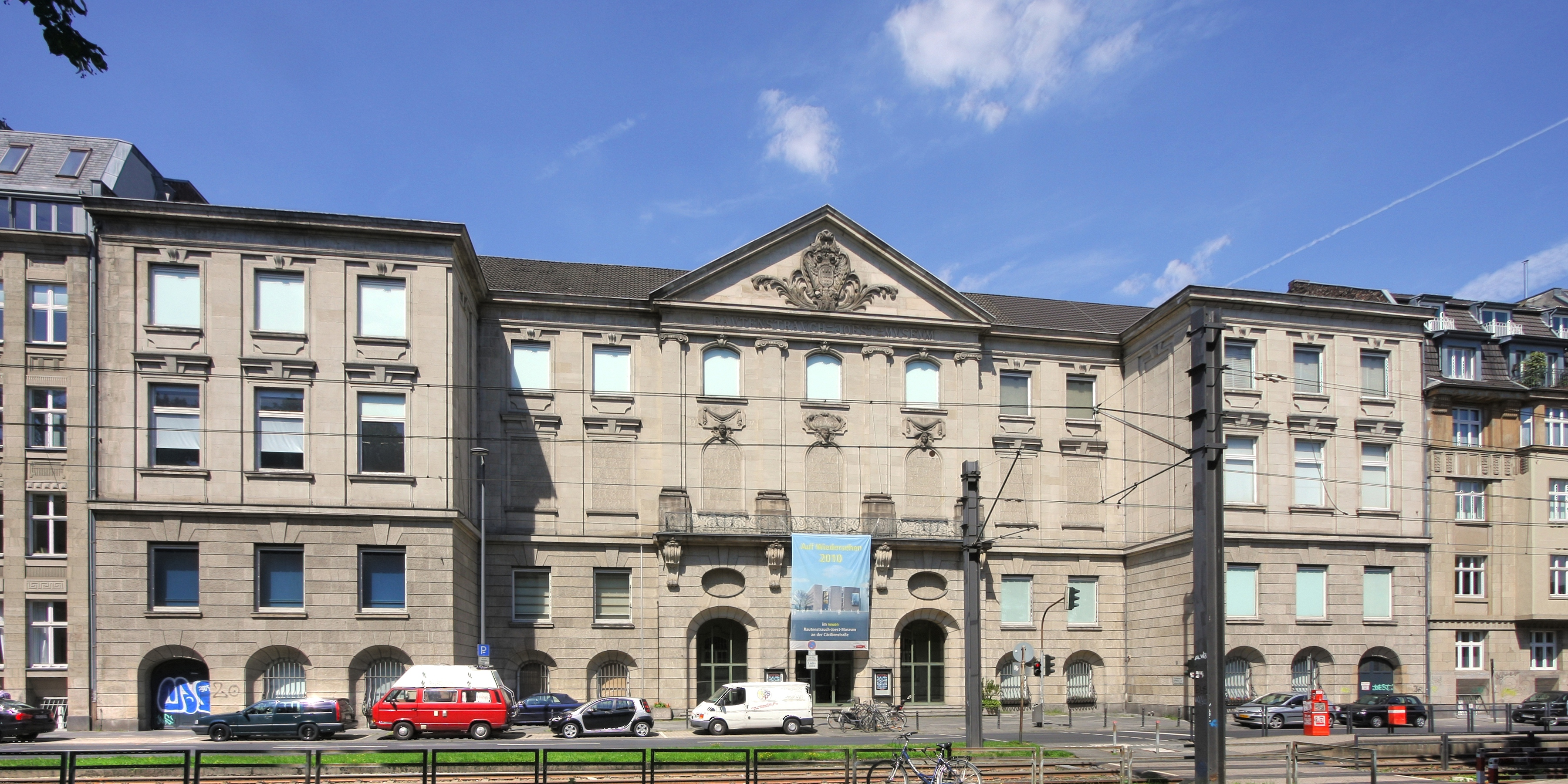
Ubierring 45: ehemaliges Rautenstrauch-Joest-Museum (August 2010)
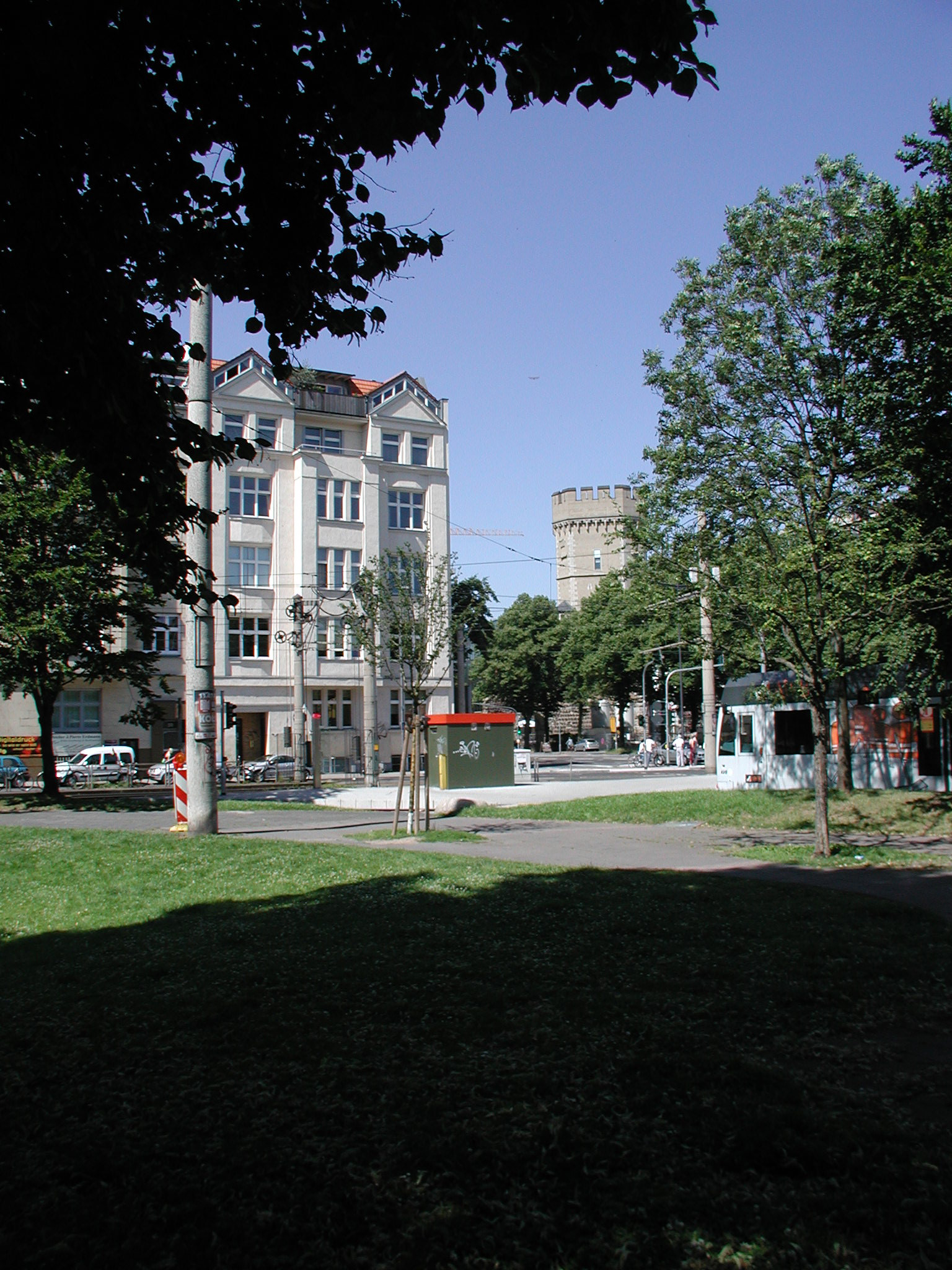
Ubierring 61a: Am Bayenturm (Juni 2008)

Sämtliche am Ubierring im Krieg zerstörten Häuser baute man wieder auf. So wurde am 15. Mai 1946 die Maschinenbauschule wiedereröffnet, 1972 vom Land NRW erworben und heute von der Fachhochschule Köln genutzt. Am Ubierring befindet sich das besterhaltene Ensemble von Wohnhäusern (1905–1910) der Kölner Ringe.

## Bottmühle

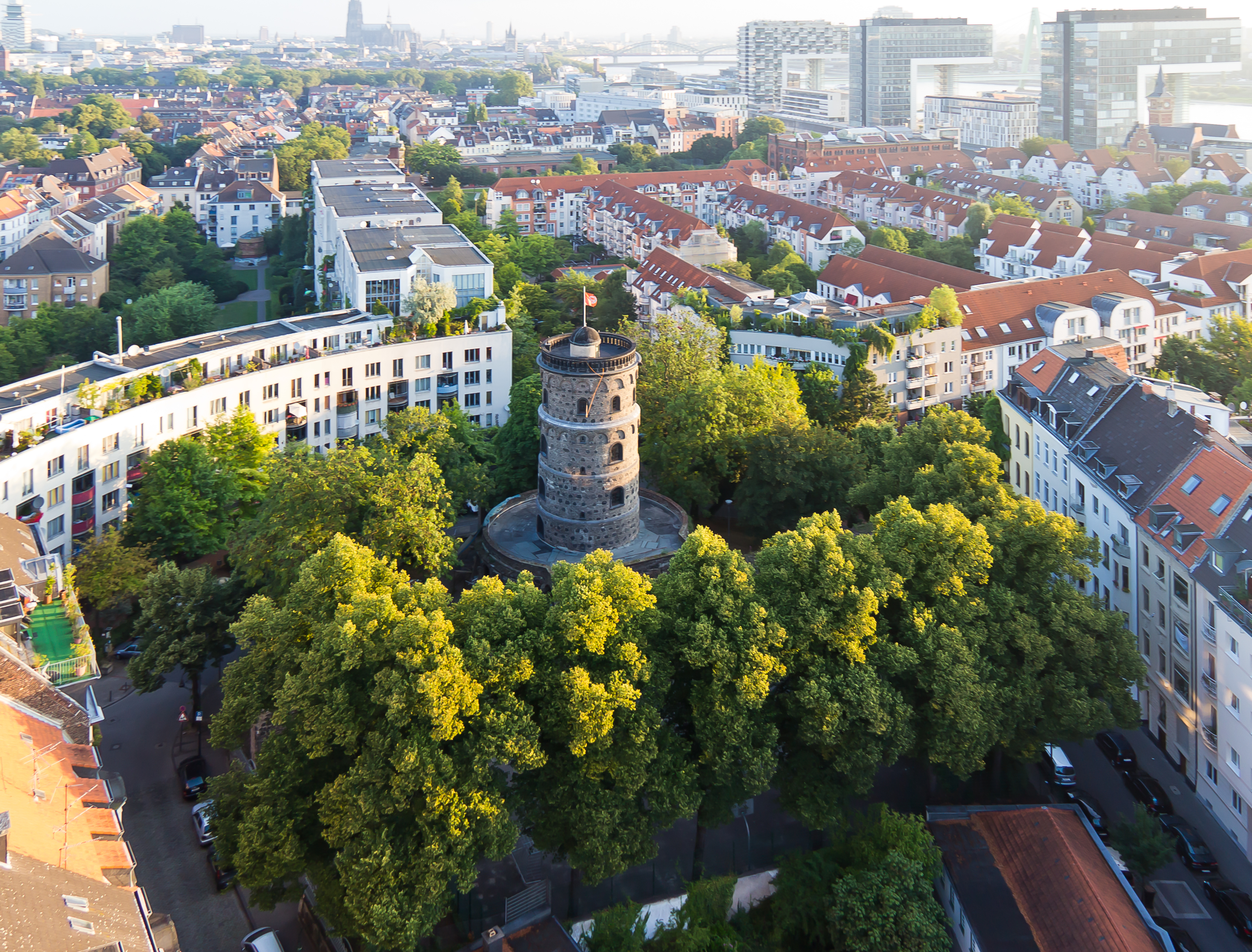
An der Bottmühle (August 2013)

Die nahe gelegene Bottmühle ist kein Teil der mittelalterlichen Stadtmauer. Zwischen 1550 und 1552 legte der italienische Festungsbaumeister Alessandro Pasqualini hinter der Stadtmauer eine Wehr- oder Wallplattform („Bott“) an. Als im Jahre 1587 den Kornherren aufgetragen wurde, auf dem Gelände hinter St. Severin eine Windmühle errichten zu lassen, beauftragten sie Peter von Gleuel für 500 Gulden mit dem Bau. Er baute eine hölzerne Bockwindmühle, die im Februar 1588 fertiggestellt war. Stadtsteinmetz Arnold von Gülich ersetzte sie zwischen Juni 1677 und Juli 1678 durch eine steinerne Turmwindmühle mit unterem Bogengang und Rundbogenfenstern. Die spätestens seit 1879 im Privatbesitz befindliche Mühle gehört seit 1921 der Stadt Köln. Seit 1970 ist sie Sitz der „Sozialistischen Jugend der Falken“. Die seit dem 1. Juli 1980 unter Denkmalschutz stehende Mühle wurde bis Juli 2011 saniert und von ihrem Efeubewuchs befreit. 

## Lage
Der Ubierring endet am Agrippaufer und beginnt am Chlodwigplatz, von dem aus die Bonner Straße als Ausfallstraße in Richtung Süden bis nach Bonn verläuft. Er ist Beginn oder Ende der Kölner Ringe, seine nördliche Verlängerung ist der Karolingerring. Die Stadtbahn Köln führt über den Mittelstreifen des Ubierrings die Linien 15 und 16. Während die Linie 15 hier ihre End- und Starthaltestelle hat, befährt seit dem 12. August 1978 die Rheinuferbahn der Linie 16 vom Barbarossaplatz die Ringe, um am Ubierring auf die alte Rheinuferstrecke zu stoßen. Der Ubierring ist Teil der Bundesstraße 9.    